# Ailloud & Dumond

Einfahrt der ehemaligen Garage Ailloud et Dumond in Lyon

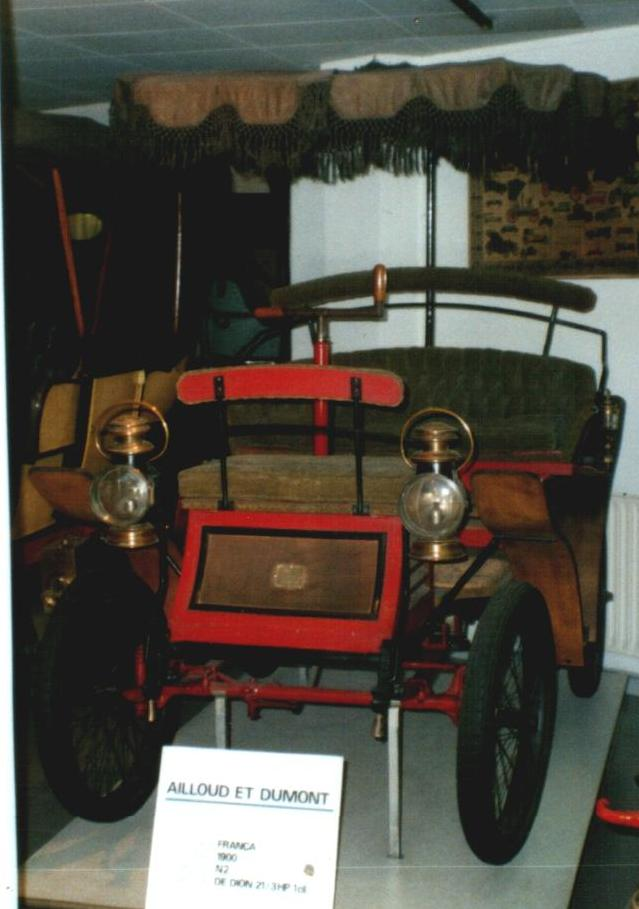
Ailloud & Dumond von 1900

Automobiles Ailloud & Dumond war ein französischer Hersteller von Automobilen. Davon abweichend wird auch Ailloud & Dumont angegeben.

## Unternehmensgeschichte
Claude Ailloud, der bereits von 1897 bis 1900 Automobiles Ailloud betrieb, und sein Partner Francisque Dumond gründeten 1900 in Lyon das Unternehmen zur Herstellung von Automobilen. 1904 endete die Produktion. Außerdem vertrieb das Unternehmen Fahrzeuge von Automobiles Grégoire, Automobiles Mors und Turcat-Méry.

## Fahrzeuge
1900 entstanden vier Fahrzeuge mit Zweizylindermotor und 1004 cm³ Hubraum sowie ein Fahrzeug mit einem Zweizylindermotor und 1105 cm³ Hubraum. Es folgten mehrere Motordreiräder mit einem Einzylindermotor von De Dion-Bouton. 1904 fertigte das Unternehmen als Einzelstück ein Fahrzeug mit einem Vierzylindermotor und 2798 cm³ Hubraum, Vierganggetriebe und Kettenantrieb, das ein Pariser Kunde erwarb und bis 1914 benutzte.
Ein Fahrzeug dieser Marke ist im Museu Nacional de l’Automòbil d’Andorra in Encamp zu besichtigen.